# 雅尔雪
雅尔雪（法語：Jarcieu，法語發音：[ʒaʁsjø] ⓘ）是法国伊泽尔省的一个市镇，属于维埃纳区。

## 地理
雅尔雪（45°20'2"N, 4°56'47"E）面积6.31 平方千米，位于法国奥弗涅-罗讷-阿尔卑斯大区伊泽尔省，该省份为法国东南部内陆省份，北起顺时针与安省、萨瓦省、上阿尔卑斯省、德龙省、阿尔代什省、卢瓦尔省和罗讷省。
与雅尔雪接壤的市镇（或旧市镇、城区）包括：索奈、埃皮努兹、拉佩鲁斯莫尔奈、贝勒加德-普雪、布热尚巴吕、帕克特。

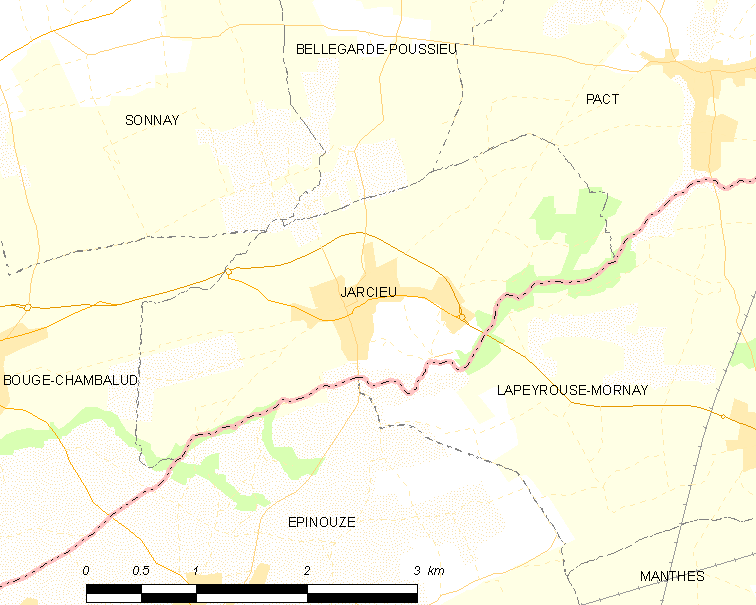
雅尔雪的OSM定位图

雅尔雪的时区为UTC+01:00、UTC+02:00（夏令时）。

## 行政
雅尔雪的邮政编码为38270，INSEE市镇编码为38198。

## 政治
雅尔雪所属的省级选区为鲁西永县。

## 人口

1962-2008年间雅尔雪人口变化图示

雅尔雪于2022年1月1日时的人口数量为1135人。